# Морула

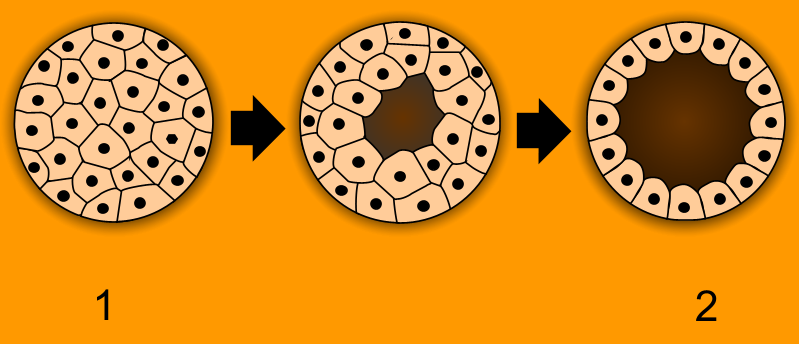
Ранние стадии эмбрионального развития:
1 — морула,
2 — бластула

Мо́рула (лат. morum — тутова ягода) — это стадия раннего эмбрионального развития зародыша, которая начинается с завершением дробления зиготы. Клетки морулы делятся гомобластически. После нескольких делений клетки зародыша формируют шаровидную структуру, напоминающую соплодие шелковицы.
В дальнейшем внутри зародыша появляется полость — бластоцель. Этот этап развития называется бластула.